# Neoseiulus nodus
Neoseiulus nodus är en spindeldjursart som beskrevs av Denmark och C. Barry Knisley 1978. Neoseiulus nodus ingår i släktet Neoseiulus och familjen Phytoseiidae. Inga underarter finns listade i Catalogue of Life.